# Хирург
Хирурзите са лекари, специализирали хирургия или дори допълнително специализирали в някой от подвидовете ѝ, които са подпомагани от квалифициран медицински персонал, с помощта на който осъществяват хирургически операции.
Всяка операция се предхожда от специална подготовка на пациента, която може да протича дори седмици, и особено преди операция включва упойка (или анестезия).
Хирургичната операция не е мединцинско лечение, но постоперативната терапия може да включва такова, включително предписване на лекарствени групи. Самата операция представлява разрязване на определени сектори (или „рязане“), чиято цел може да бъде наместване на счупена кост (при което може да се наложи оперативна намеса), отстраняване на силно заболял крайник или орган при тежки травми и усложнения, зашиване на вътрешно разкъсване и други.
Хирурзи могат да бъдат и практикуващи лекари, тоест хирургът при желание може да бъде и лекар за някои от пациентите си.
В денталната медицина (зъболекари), която е тип инвазивна, някои състояния на пациента могат да налагат хирургична намеса.
Във ветеринарната медицина също е известно, че може да се наложи хирургична помощ, която може да варира от наместване на счупени крайници или крила на птици, дентална медицина, офталмология, ветеринарна травматология, до ветеринарна кардиология и ветеринарна кардиохирургия (ветеринарни хирурзи).
В древността е имало „хора“, обучени в премахването единствено на камъни в бъбреците, но в днешно време е необходимо хирурзите да бъдат обучени в някоя от по-горе изброените професии.[ неясно? ]